# ویتا و ویرجینیا
ویتا و ویرجینیا (به انگلیسی: Vita and Virginia) فیلمی محصول سال ۲۰۱۸ و به کارگردانی چانیا باتون است. در این فیلم بازیگرانی همچون جما آرترتون، الیزابت دبیکی، روپرت پنری-جونز، پیتر فردیناندو، ایزابلا روسلینی، گثین آنتونی، امرالد فنل، آدام گیلن، کارلا کروم، روری فلک برن، ناتان استیورات-جارت ایفای نقش کرده‌اند.
این فیلم به داستان عشق متفاوت میان ویتا سکویل-وست و ویرجینیا وولف می‌پردازد.